# Allium sintenisii
Allium sintenisii — вид трав'янистих рослин родини амарилісові (Amaryllidaceae), ендемік Туреччини.

## Опис
Карликовий чагарник, росте густими пучками, ± сірувато-зелений матовий, ± чорнуватий при висиханні. Стебла численні, до 2 см, від розпростертих до вертикальних, чотиригранні, від рідко волосистих до голих. Листки перекриваються, зігнуті всередину, від скупо волосатих до війчастих. Суцвіття дуже скорочене, з поодинокими або парними вицвілими квітками в пазухах листяних приквітків. Чашечка складається з дрібних, тупих, ± зубчастих часточок. Віночок рожевий, коли сухий, 8–10 мм. Зав'язь гладка і гола.

## Поширення
Поширений у східній Туреччині.
Росте на висотах 1600—1800 м.